# Bell, Book and Candle
Bell, Book and Candle é um filme norte-americano de 1958, dos gêneros fantasia romântica e comédia romântica, dirigido por Richard Quine.

## Elenco
- James Stewart...Shepherd "Shep" Henderson
- Kim Novak...Gillian "Gil" Holroyd
- Jack Lemmon...Nicky Holroyd
- Ernie Kovacs...Sidney Redlitch
- Elsa Lanchester...Tia Queenie Holroyd
- Hermione Gingold...Bianca De Pass
- Janice Rule...Merle Kittridge
- Howard McNear...Andy White
- Dick Crockett...Ad-lib Bit
- Bek Nelson...Tina, secretária de Shep

## Sinopse

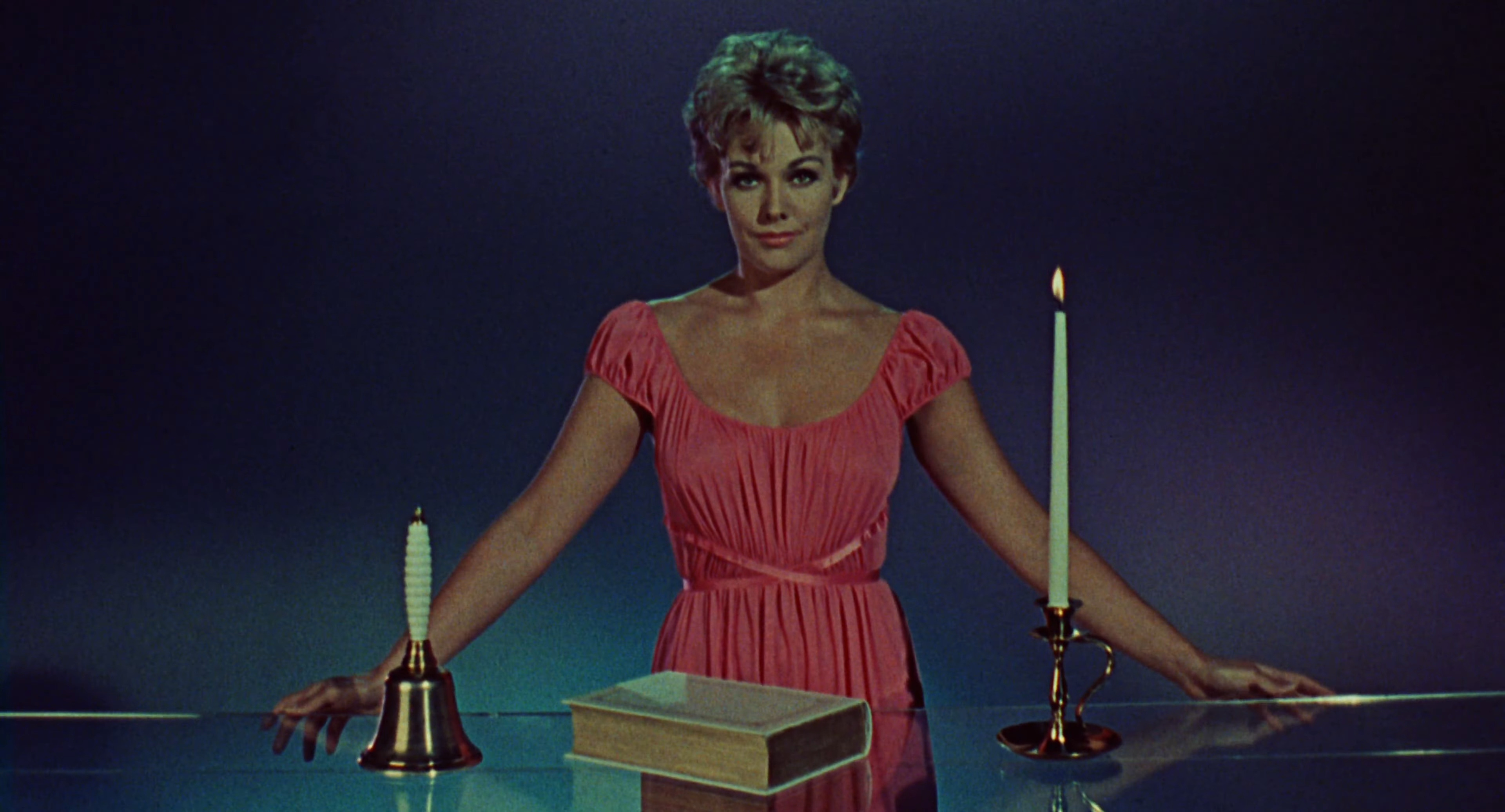
Kim Novak no fime

Em Nova York, a dona de uma loja de objetos de arte, Gillian Holroyd, é uma bela bruxa, que mora com um gato siamês, Pyewacket, que indiretamente a ajuda em seus feitiços. Com o auxílio do gato, ela lança um encanto sobre seu vizinho, Shepherd Henderson, um editor que passa a amá-la tanto que rompe o noivado com Merle Kittridge, que por sua vez é rival de Gillian desde quando ambas estavam no colégio. Entretanto, Gillian perderá seus poderes se corresponder a este amor.

## Principais prêmios e indicações
- Oscar (EUA) - Teve duas indicações, nas categorias: Melhor Figurino e Melhor Direção de Arte.